# 阿加德兹大区
阿加德兹大区（Région d'Agadez）是尼日爾的一個大区，位於該國北部。東鄰查德，西鄰阿爾及利亞，北鄰利比亞。面積634,209平方公里，是非洲面积最大的行政区，该地区占尼日尔全国面积约52%，但因处于撒哈拉沙漠腹地而人烟稀少，2012年人口487,620人。气候极其干旱，该地没有任何河流和湖泊。首府阿加德茲。下分3縣。

## 经济
该地曾是黑非洲和北非交易的通道，在20世纪90年代后期，旅游业成为当地的大产业，又发现了铀矿，这为尼日尔提供了约20%的外汇。但自上世纪70年代起当地就有图阿雷格人的叛乱，反对尼日尔政府。原因是干旱的气候造成多次人道主义危机，铀矿收入并没惠及当地人。近年来基地组织和博科圣地也开始活跃，广阔的撒哈拉沙漠成为各种极端势力盘踞的窝点。

## 行政区划
阿加德兹大区分为1个市，3个省。
| 省市                       | 面积        | 人口    |
| -------------------------- | ----------- | ------- |
| 阿加德兹                   | .......     | 78 289  |
| 阿尔利特省                 | 216 774 km² | 98 170  |
| 比尔马省                   | 296 279 km² | 17 080  |
| 奇羅澤林省（Tchirozérine） | 154 746 km² | 118 068 |

1. ↑  Niger at Geohive 的存檔，存档日期2015-04-20.
2. ↑  . hdi.globaldatalab.org.   [2018-09-13] （英语）.